# Fred Nötzli
Fred A. Noetzli (* 29. Juni 1887 in Höngg; † 24. Mai 1933 in Los Angeles) war ein Schweizer Wasserbauingenieur.

## Leben
Nach dem Schulbesuch in Höngg ging er an die Industrieschule in Zürich und studierte an der ETH Zürich, wo er 1911 sein Diplom als Bauingenieur erhielt.
Er beschäftigte sich im Vermessungswesen und wurde Assistent von Fritz Baeschlin am Lehrstuhl für Geodäsie und Topographie der ETH Zürich, wo er Ende 1913 promoviert wurde.
Er plante in Italien und übernahm im Sommersemester 1913 vertretungsweise die Vorlesungen von Fritz Baeschlin.
Ende 1915 wanderte er in die Vereinigten Staaten aus, wo er 1917 sich in Los Angeles niederließ.
1918 wurde er international anerkannter Talsperrenfachmann.
Er führte eine Studie zum 1926 auf seinen Vorschlag versuchsweise errichteten Bogensperre am Stevenson Creek in Kalifornien durch.

## Stevenson-Creek-Erddamm
Der Stevens Creek Dam ist eine Talsperre mit einer Höhe von 40 m und einer Länge von 330 m. Ihr Kamm liegt 169 m über dem Meeresspiegel. (1985 wurde die Höhe des Damms durch Hinzufügen von 177.000 m³ Material auf 10 Fuß (3,0 m) auf seine heutige Höhe angehoben.)
Die Messergebnisse wurden an Modellen an zwei Hochschulen simuliert.
Intensiver als mit Bogenstaumauern beschäftigte er sich mit Pfeilerstaumauern.
Er projektierte den Rindge Dam am Malibu Creek in den Santa Monica Mountains (Kalifornien), den Coolidge Dam Globe Arizona, die Pleasant Valley Dam Arizona Owens River und die Presa Rodríguez in Mexiko.
Für seine Ideen aus dem Bereich Staumauerbau wurde er 1921 mit einer nach John James Robertson Croes benannten Goldmedaille der American Society of Civil Engineers, die einmal in fünf Jahren vergeben wird, dekoriert. (Norman Medal)
Eine aufgelöste Sperrmauer, die Rundkopfpfeiler-Mauer, mit welcher eine Durchleitung der Wasserlast zur Pfeilermitte hin angestrebt wird, wird auch Noetzli-Mauer bezeichnet, da dieser 1931 in einer Veröffentlichung die Idee eine Formgebung, welche die Stützlinie inkludierte aufzeigte.

## Veröffentlichungen
- Gravity and arch action in curved dams. In: Transactions of the American Society of Civil Engineers 84 (1921), S. 1–60.
- Improved Type of Multiple Arch Dam. In: Transactions of the American Society of Civil Engineers 87 (1924), S. 342–413.